# 星火 (俄文杂志)
《星火》（羅馬化：Ogoniok），是俄罗斯最古老的画刊杂志之一。1899年创刊。

## 历史
1899年12月21日［儒略曆12月9日］，《星火》作为圣彼得堡《证券交易新闻报》的增刊首次出版发行。1918年因十月革命停刊。
在《真理报》记者米哈伊尔·科尔佐夫的努力下，1923年4月1日，新的《星火》周刊杂志在莫斯科正式创刊。1957年，它的发行量已达到85万份。
1986年6月，在米哈伊尔·戈尔巴乔夫的提议下，维塔利·科罗季奇出任总编辑。在改革重组的背景下，《星火》一改往日正面报道为主的原则，大量刊载批判现实以及揭露社会阴暗面的报道，正走向亲美和亲资本主义的立场。1987年的发行量为150万份，1990年已达460万份。
1991年苏联解体后，《星火》的销售量越来越少，1993年的发行量降至20万份。同年鲍里斯·别列佐夫斯基接手了该杂志，进行私有化和改版。1995年2月改为A4开版印刷。1996年5月13日推出网页版。2009年初，《星火》受经济危机影响停刊
2009年3月，生意人报业集团收购了《星火》。同年5月18日复刊（总第5079期）。